# Ambarès-et-Lagrave
Ambarès-et-Lagrave [ɑ̃baʁɛs e laɡʁav] Ambarés e la Grava en gascon, est une commune du Sud-Ouest de la France, située dans le département de la Gironde, en région Nouvelle-Aquitaine.

## Géographie

### Localisation
Commune de l'extrême nord de l'Entre-deux-Mers, sur la presqu'île formée par la confluence entre la Dordogne et la Garonne, Ambarès-et-Lagrave est également située dans le nord de l'aire d'attraction de Bordeaux et dans son unité urbaine.

### Communes limitrophes
Les communes limitrophes sont Ambès, Carbon-Blanc, Bassens, Sainte-Eulalie, Saint-Loubès, Saint-Louis-de-Montferrand et Saint-Vincent-de-Paul.
|                            | Ambès                               |                       |
| Saint-Louis-de-Montferrand | Ambarès-et-Lagrave                  | Saint-Vincent-de-Paul |
|                            | Bassens Carbon-Blanc Sainte-Eulalie | Saint-Loubès          |

### Climat
Pour des articles plus généraux, voir Climat de la Nouvelle-Aquitaine et Climat de la Gironde.
Historiquement, la commune est exposée à un climat océanique aquitain.
En 2020, Météo-France publie une typologie des climats de la France métropolitaine dans laquelle la commune est exposée à un climat océanique et est dans la région climatique Aquitaine, Gascogne, caractérisée par une pluviométrie abondante au printemps, modérée en automne, un faible ensoleillement au printemps, un été chaud (19,5 °C), des vents faibles, des brouillards fréquents en automne et en hiver et des orages fréquents en été (15 à 20 jours).
Pour la période 1971-2000, la température annuelle moyenne est de 13,6 °C, avec une amplitude thermique annuelle de 14,4 °C. Le cumul annuel moyen de précipitations est de 862 mm, avec 11,8 jours de précipitations en janvier et 6,1 jours en juillet. Pour la période 1991-2020, la température moyenne annuelle observée sur la station météorologique la plus proche, située sur la commune de Saint-Gervais à 11 km à vol d'oiseau, est de 13,9 °C et le cumul annuel moyen de précipitations est de 824,9 mm,. Pour l'avenir, les paramètres climatiques de la commune estimés pour 2050 selon différents scénarios d’émission de gaz à effet de serre sont consultables sur un site dédié publié par Météo-France en novembre 2022.

## Urbanisme

### Typologie
Au 1er janvier 2024, Ambarès-et-Lagrave est catégorisée centre urbain intermédiaire, selon la nouvelle grille communale de densité à sept niveaux définie par l'Insee en 2022.
Elle appartient à l'unité urbaine de Bordeaux, une agglomération intra-départementale regroupant 73  communes, dont elle est une commune de la banlieue,,. Par ailleurs la commune fait partie de l'aire d'attraction de Bordeaux, dont elle est une commune de la couronne,. Cette aire, qui regroupe 275 communes, est catégorisée dans les aires de 700 000 habitants ou plus (hors Paris),.

### Occupation des sols

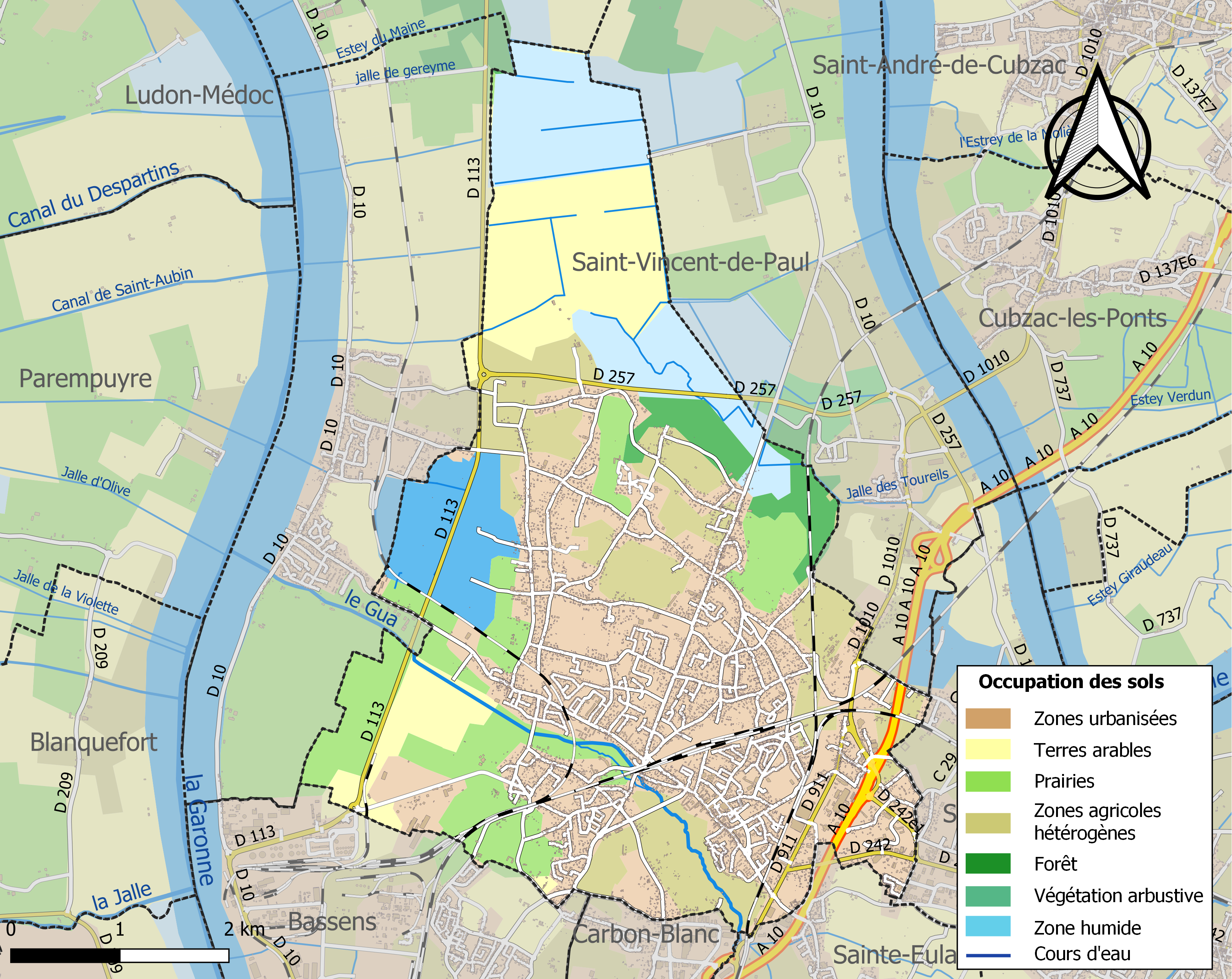
Carte des infrastructures et de l'occupation des sols de la commune en 2018 (CLC).

L'occupation des sols de la commune, telle qu'elle ressort de la base de données européenne d’occupation biophysique des sols Corine Land Cover (CLC), est marquée par l'importance des territoires artificialisés (41 % en 2018), en augmentation par rapport à 1990 (29,2 %). La répartition détaillée en 2018 est la suivante : 
zones urbanisées (37,1 %), zones agricoles hétérogènes (15,1 %), prairies (12,8 %), terres arables (12,5 %), zones humides intérieures (10,1 %), eaux continentales (5,2 %), zones industrielles ou commerciales et réseaux de communication (3,9 %), forêts (3,2 %), cultures permanentes (0,1 %). L'évolution de l’occupation des sols de la commune et de ses infrastructures peut être observée sur les différentes représentations cartographiques du territoire : la carte de Cassini (XVIIIe siècle), la carte d'état-major (1820-1866) et les cartes ou photos aériennes de l'IGN pour la période actuelle (1950 à aujourd'hui).

### Voies de communication et transports

#### Réseau autoroutier
Autoroute  (Bordeaux-Paris),
- 42 Ambarès-et-Lagrave, Saint-Loubès
- 43 Sainte-Eulalie, Ambarès-et-Lagrave, Carbon-Blanc

#### TER Aquitaine
La ville d'Ambarès-et-Lagrave est desservie par deux gares ferroviaires, la gare de la Grave-d'Ambarès et la gare de La Gorp, qui ont des liaisons régulières avec Bordeaux.

#### Réseau TBM actuel
Ambarès-et-Lagrave est desservie par les lignes TBM suivantes :
- 7 49 50 90 92 93 94 95 96

#### Réseau TBM à compter du 4 septembre 2023
Le réseau TBM évoluant au 4 septembre 2023, Ambarès-et-Lagrave sera desservie par les lignes TBM suivantes:
- 7 - 29 - 31 - 57 - 69 - FlexGare

#### Réseau TransGironde
Les lignes 201, 202 et 301 traversent la commune. Elles relient la station de tram Buttinière à Blaye, Saint-Ciers-sur-Gironde, Pleine-Selve, Sante-Eulalie, Izon et Libourne.

### Risques majeurs
Le territoire de la commune d'Ambarès-et-Lagrave est vulnérable à différents aléas naturels : météorologiques (tempête, orage, neige, grand froid, canicule ou sécheresse), inondations et séisme (sismicité faible). Il est également exposé à deux risques technologiques, et  le risque industriel et la rupture d'un barrage. Un site publié par le BRGM permet d'évaluer simplement et rapidement les risques d'un bien localisé soit par son adresse soit par le numéro de sa parcelle.

#### Risques naturels
La commune fait partie du territoire à risques importants d'inondation (TRI) de Bordeaux, regroupant les 28 communes concernées par un risque de submersion marine ou de débordement de la Garonne, un des 18 TRI qui ont été arrêtés fin 2012 sur le bassin Adour-Garonne. Les crues significatives qui se sont produites au XXe siècle, avec plus de 6,70 m mesurés au marégraphe de Bordeaux sont celles du 27 décembre 1999 (7,05 m, débit de la Garonne de 700 m3/s), du 13 décembre 1981 (6,85 m, 1500 à 2 000 m3/s), du 19 mars 1988 (6,84 m, 4 000 m3/s), du 7 février 1996 (6,77 m, 1 000 m3/s) et du 28 avril 1998 (6,73 m, 2 700 m3/s). Au XXIe siècle, ce sont celles liées à la tempête Xynthia du 28 février 2010 (6,92 m, 816 m3/s) et du 31 janvier 2014 (6,9 m, 2500 à 3 000 m3/s). Des cartes des surfaces inondables ont été établies pour trois scénarios : fréquent (crue de temps de retour de 10 ans à 30 ans), moyen (temps de retour de 100 ans à 300 ans) et extrême (temps de retour de l'ordre de 1 000 ans, qui met en défaut tout système de protection). La commune a été reconnue en état de catastrophe naturelle au titre des dommages causés par les inondations et coulées de boue survenues en 1982, 1984, 1986, 1999, 2009, 2013 et 2021,.

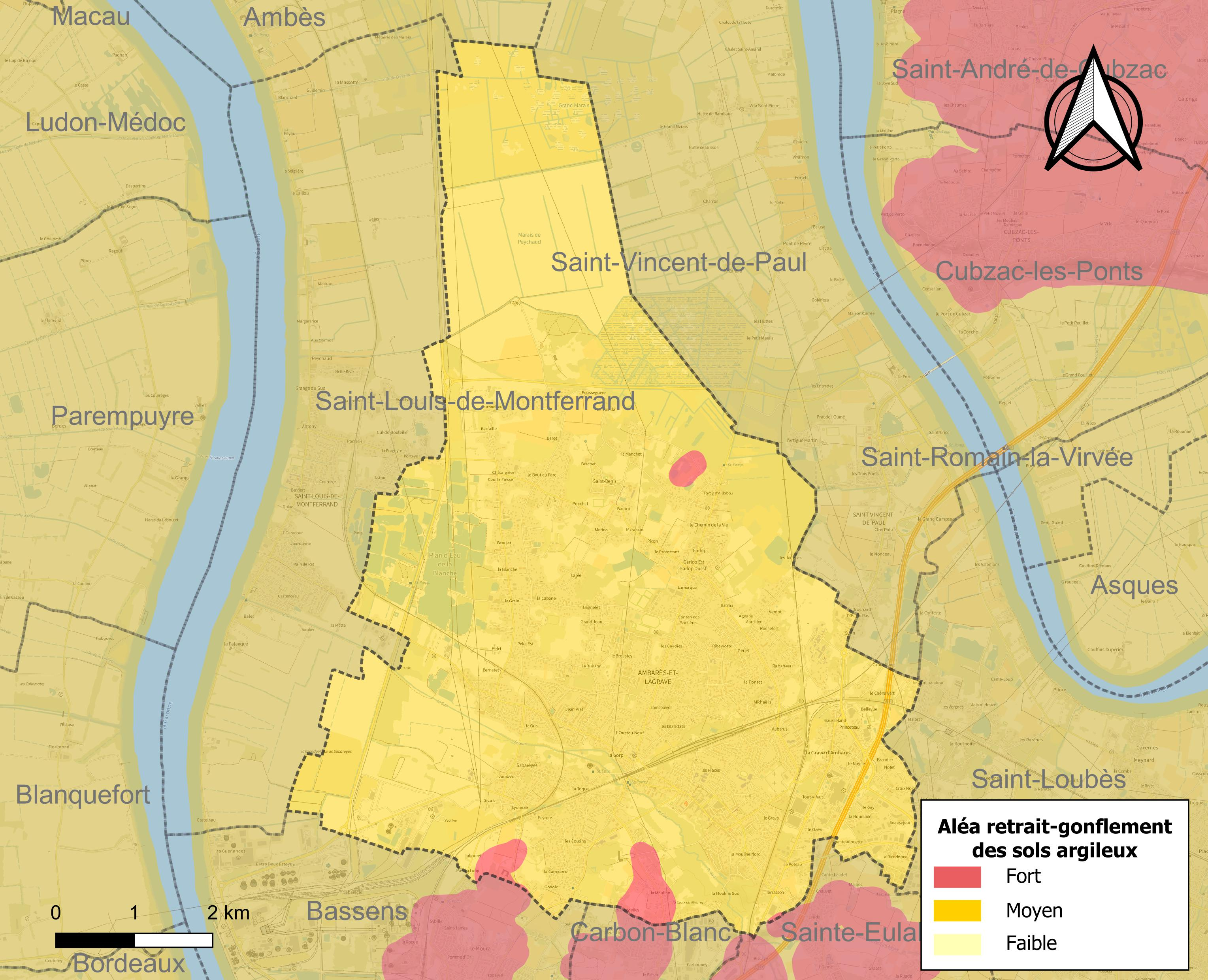
Carte des zones d'aléa retrait-gonflement des sols argileux d'Ambarès-et-Lagrave.

Le retrait-gonflement des sols argileux est susceptible d'engendrer des dommages importants aux bâtiments en cas d’alternance de périodes de sécheresse et de pluie. La totalité de la commune est en aléa moyen ou fort (67,4 % au niveau départemental et 48,5 % au niveau national). Sur les 5 440 bâtiments dénombrés sur la commune en 2019, 5 440 sont en aléa moyen ou fort, soit 100 %, à comparer aux 84 % au niveau départemental et 54 % au niveau national. Une cartographie de l'exposition du territoire national au retrait gonflement des sols argileux est disponible sur le site du BRGM,.
Par ailleurs, afin de mieux appréhender le risque d’affaissement de terrain, l'inventaire national des cavités souterraines permet de localiser celles situées sur la commune.
Concernant les mouvements de terrains, la commune a été reconnue en état de catastrophe naturelle au titre des dommages causés par la sécheresse en 2003, 2005, 2009, 2012 et 2015 et par des mouvements de terrain en 1999.

#### Risques technologiques
La commune est exposée au risque industriel du fait de la présence sur son territoire d'une entreprise soumise à la directive européenne SEVESO.
La commune est en outre située en aval du  barrage de Bort-les-Orgues, un ouvrage sur la Dordogne de classe A soumis à PPI, disposant d'une retenue de 477 millions de mètres cubes. À ce titre elle est susceptible d’être touchée par l’onde de submersion consécutive à la rupture de cet ouvrage.

## Toponymie
Le toponyme Ambarès est issue de l'agglutination de la forme latinisée dans la scripta, in vallensem "dans la vallée" qui donne en gascon En barés puis Embarés et enfin Ambarés.
Le toponyme Lagrave est plus tardif, en effet, le terme grave vient du gascon grava "grève, gravier dans l'eau de la rive, boue mêlée de gravier.
En gascon, le nom de la commune est Ambarés e La Grava [ambaʼres e laʼɡrawɘ]

## Histoire
Au XIIe siècle, la ville d’Ambarès faisait partie d'un immense domaine féodal comprenant une grande partie des marais de l’Entre-deux-Mers. Plus tard ce domaine devint baronnie de Montferrand. L'ancienne paroisse d’Ambarès se trouvait à peu près entièrement sous la juridiction des seigneurs du Gua qui y prélevaient la dîme dès le XVe siècle. Le quartier de Lagrave est rattaché à la commune d’Ambarès en 1818, dont il avait été séparé sept à huit siècles plus tôt[réf. nécessaire].

## Politique et administration
La commune d'Ambarès-et-Lagrave fait partie de l'arrondissement de Bordeaux. À la suite du découpage territorial de 2014 entré en vigueur à l'occasion des élections départementales de 2015, la commune est transférée du canton de Carbon-Blanc supprimé au nouveau canton de la Presqu'île dont elle devient le bureau centralisateur,. Ambarès-et-Lagrave fait également partie de la métropole de Bordeaux.

### Liste des maires
| Période                                  | Période  | Identité                         | Étiquette | Qualité                                                           |
| ---------------------------------------- | -------- | -------------------------------- | --------- | ----------------------------------------------------------------- |
| 1789                                     | 1791     | Étienne Pierre Charron           |           |                                                                   |
| 1791                                     | 1794     | Gabriel Bernatet                 |           |                                                                   |
| 1791                                     | 1792     | Philippe Eymond                  |           |                                                                   |
| 1792                                     | 1792     | Joseph Gabriel Bernatet          |           |                                                                   |
| 1792                                     | 1795     | Pierre Barre                     |           |                                                                   |
| 1794                                     |          | Laurane                          |           |                                                                   |
| 1795                                     | 1806     | Pierre Choumeils                 |           |                                                                   |
| 1806                                     | 1807     | Jean Baptiste Bonnefond (de)     |           |                                                                   |
| 1807                                     | 1811     | Pierre Marques                   |           |                                                                   |
| 1811                                     | 1815     | François Pineau de La Grave (de) |           |                                                                   |
| 1815                                     | 1817     | Philippe Eymond                  |           |                                                                   |
| 1817                                     | 1823     | Pierre Marques                   |           |                                                                   |
| 1823                                     | 1830     | François Pineau (de)             |           |                                                                   |
| 1830                                     | 1830     | Raffin                           |           |                                                                   |
| 1830                                     | 1860     | Antoine François Jules Eymond    |           | Notaire, conseiller d'arrondissement                              |
| 1860                                     | 1864     | Laurent Rousseau                 |           |                                                                   |
| 1864                                     | 1870     | Victor Duperrieu de Taste        |           |                                                                   |
| 1870                                     | 1871     | Alain Eymond                     |           |                                                                   |
| 1871                                     | 1876     | Victor Duperrieu de Taste        |           |                                                                   |
| 1876                                     | 1894     | Arthur Jean Marie Charron        |           |                                                                   |
| 1894                                     | 1905     | Adolphe Duroy de Suduiraut       |           |                                                                   |
| 1905                                     | 1919     | Jean Collon                      |           |                                                                   |
| 1919                                     | 1941     | Edmond Faulat                    |           | Aviculteur                                                        |
| 1941                                     | 1944     | Jean Martineau                   |           |                                                                   |
| 1944                                     | 1945     | Louis Miquel                     |           |                                                                   |
| 1945                                     | 1949     | Joseph Cabanne                   |           |                                                                   |
| 1949                                     | 1955     | Claude Taudin                    |           |                                                                   |
| 1955                                     | 1969     | Pierre Barre                     |           |                                                                   |
| 1969                                     | 1977     | Louis Massina                    |           |                                                                   |
| 1977                                     | 2004     | Henri Houdebert                  | PS        | Professeur agrégé d'anglais Maire honoraire depuis 2011           |
| 2004                                     | 2020     | Michel Héritié                   | PS        | Cadre                                                             |
| juillet 2020                             | En cours | Nordine Guendez                  | PS        | Conseiller métropolitain délégué, suppléant du député Alain David |
| Les données manquantes sont à compléter. |          |                                  |           |                                                                   |

### Politique de développement durable
La ville a engagé une politique de développement durable en lançant une démarche d'Agenda 21 en 2005.

### Jumelages
- Kelheim (Allemagne) depuis 1989
- Norton Radstock (en) (Grande-Bretagne) depuis 1982

## Population et société

### Démographie
Les habitants d'Ambarès-et-Lagrave sont appelés les Ambarésiens.
L'évolution du nombre d'habitants est connue à travers les recensements de la population effectués dans la commune depuis 1793. Pour les communes de plus de 10 000 habitants les recensements ont lieu chaque année à la suite d'une enquête par sondage auprès d'un échantillon d'adresses représentant 8 % de leurs logements, contrairement aux autres communes qui ont un recensement réel tous les cinq ans,.

En 2022, la commune comptait 17 298 habitants, en évolution de +7,48 % par rapport à 2016 (Gironde : +6,91 %, France hors Mayotte : +2,11 %).
| 1793  | 1800  | 1806  | 1821  | 1831  | 1836  | 1841  | 1846  | 1851  |
| ----- | ----- | ----- | ----- | ----- | ----- | ----- | ----- | ----- |
| 2 178 | 2 350 | 1 676 | 2 132 | 2 299 | 2 274 | 2 240 | 2 438 | 2 701 |

| 1856  | 1861  | 1866  | 1872  | 1876  | 1881  | 1886  | 1891  | 1896  |
| ----- | ----- | ----- | ----- | ----- | ----- | ----- | ----- | ----- |
| 2 666 | 2 666 | 2 788 | 2 782 | 2 872 | 3 031 | 3 156 | 3 247 | 3 200 |

| 1901  | 1906  | 1911  | 1921  | 1926  | 1931  | 1936  | 1946  | 1954  |
| ----- | ----- | ----- | ----- | ----- | ----- | ----- | ----- | ----- |
| 3 269 | 3 187 | 3 163 | 3 224 | 3 425 | 3 632 | 3 805 | 3 733 | 4 295 |

| 1962  | 1968  | 1975  | 1982  | 1990   | 1999   | 2006   | 2011   | 2016   |
| ----- | ----- | ----- | ----- | ------ | ------ | ------ | ------ | ------ |
| 5 831 | 7 134 | 7 622 | 8 105 | 10 195 | 11 206 | 12 706 | 13 422 | 16 094 |

| 2021   | 2022   | - | - | - | - | - | - | - |
| ------ | ------ | - | - | - | - | - | - | - |
| 16 798 | 17 298 | - | - | - | - | - | - | - |

La population d’Ambarès-et-Lagrave a plus que doublé entre 1962 et 1999. Cette importante augmentation de la population est probablement due à la proximité de la ville de Bordeaux.

## Économie
Bien que le secteur tertiaire (services) soit majoritaire à Ambarès-et-Lagrave, la ville possède également de nombreux emplois dans l'industrie (secteur secondaire).
- Répartition des actifs (2009, INSEE) :

| Secteurs               | Ambarès-et-Lagrave (2009) | France entière (2009) |
| ---------------------- | ------------------------- | --------------------- |
| Agriculture (primaire) | 1,6 %                     | 1,2 %                 |
| Industrie (secondaire) | 27,7 %                    | 21,0 %                |
| Services (tertiaire)   | 70,6 %                    | 77,8 %                |

- Taux de chômage : 9,8 % (2009, INSEE)

### Sports
L’Association Sportive Ambarésienne (ASA) est une association omnisports créée en 1970 et régie par la loi du 1er juillet 1901. Le siège social de l’association se situe au complexe sportif de Lachaze sur Ambarès-et-Lagrave.

## Culture locale et patrimoine

### Lieux et monuments
- Église Saint-Pierre des XIe et XIIe siècles inscrite au titre des monuments historiques en 2002[41].
- Église Notre-Dame-de-La-Grave, ancienne église de templiers des XIIe et XVIe siècles[42]. Elle est inscrite à l'Inventaire général du patrimoine culturel[42].
- Château de Peychaud : seigneurie mentionnée depuis le XVIe siècle, appartenant à la famille de Fayet ; l’ancien château est sans doute reconstruit vers 1680 puis au début du XVIIIe siècle, il comprenait alors le logis actuel flanqué au nord de parties agricoles ; il fut remanié vers 1871 pour l'amiral Charles de Dompierre d'Hornoy, ministre de la Marine et des Colonies (1873-1874) ; il est inscrit au titre des monuments historiques depuis 1966[43].
- Chapelle Saint-Denis, construite vers 1875 à l'emplacement d'une ancienne église ruinée, dans le style gothique tardif.
- Château Beauséjour : logis sans doute reconstruit au milieu du XIXe siècle mais dépendances agricoles peut-être plus anciennes. L’ancienne maison était mentionnée Pouyau sur la carte de Belleyme et le cadastre ancien.
- Château Bellevue : maison sans doute reconstruite au milieu du XIXe siècle à l'emplacement de l'ancienne maison de plan en U mentionnée Puymanot sur la carte de Belleyme et le cadastre ancien. Transformé en école depuis 1980.
- Château Saint-Denis : peut-être ancienne maison noble, non mentionnée comme telle sur la carte de Belleyme. Sans doute construite au XVIIe siècle pour la famille Pineau, selon un plan en U (modifié). Propriété du fils de l'acteur Louis Jouvet, vers 1940.
- Manoir dit château Durandeau : ancienne maison noble de la famille Richon mentionnée sur la carte de Belleyme. Édifice peut-être construit au XVIIe siècle puis reconstruit au XVIIIe siècle et largement restauré au milieu du XIXe siècle.
- Manoir dit château de Formont : ancienne maison noble située sur l'un des sommets de l’extrémité de la presqu’île et mentionnée sur la carte de Belleyme. Édifice peut-être construit au début du XVIIIe siècle comme l’indiquait la date portée 1723 actuellement détruite.
- Manoir dit château du Gua : ancienne maison noble des familles Laroque, Donissan, Pineau. Connue dès le début du XVe siècle et mentionnée sur la carte de Belleyme, la demeure est entièrement détruite et reconstruite en 1866.
- Manoir dit château du Tillac : la maison noble de la famille Joly de Bonneau est sans doute construite au XVIIe siècle, peut-être à l’emplacement d’une ancienne demeure puisqu’elle est située sur un des sommets de l’extrémité de la presqu’île.
- Pôle culturel Ev@sion: la salle de spectacle Didier-Lockwood comporte 600 places.

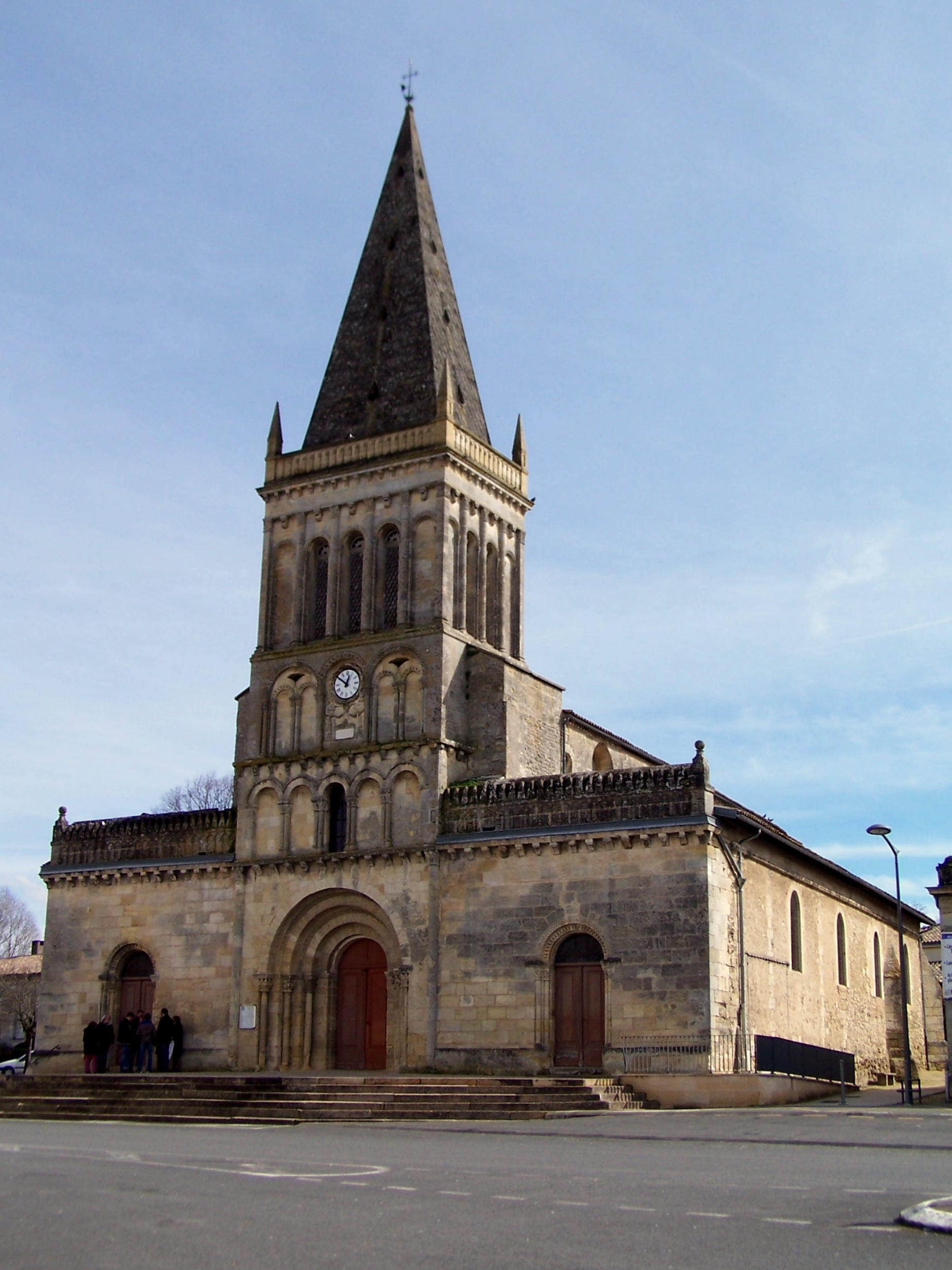
L'église Saint-Pierre (mars 2014).
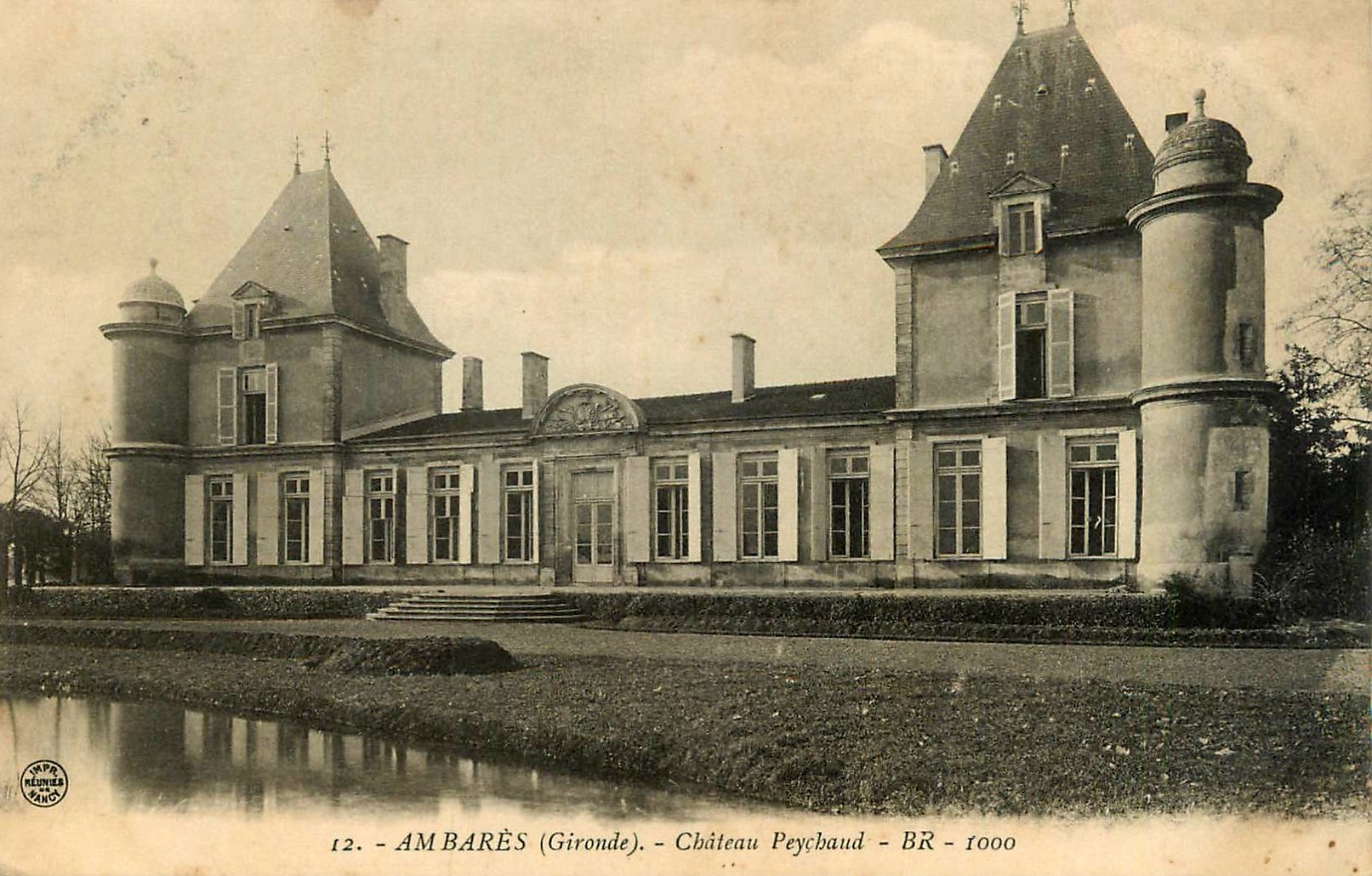
Château Peychaud.
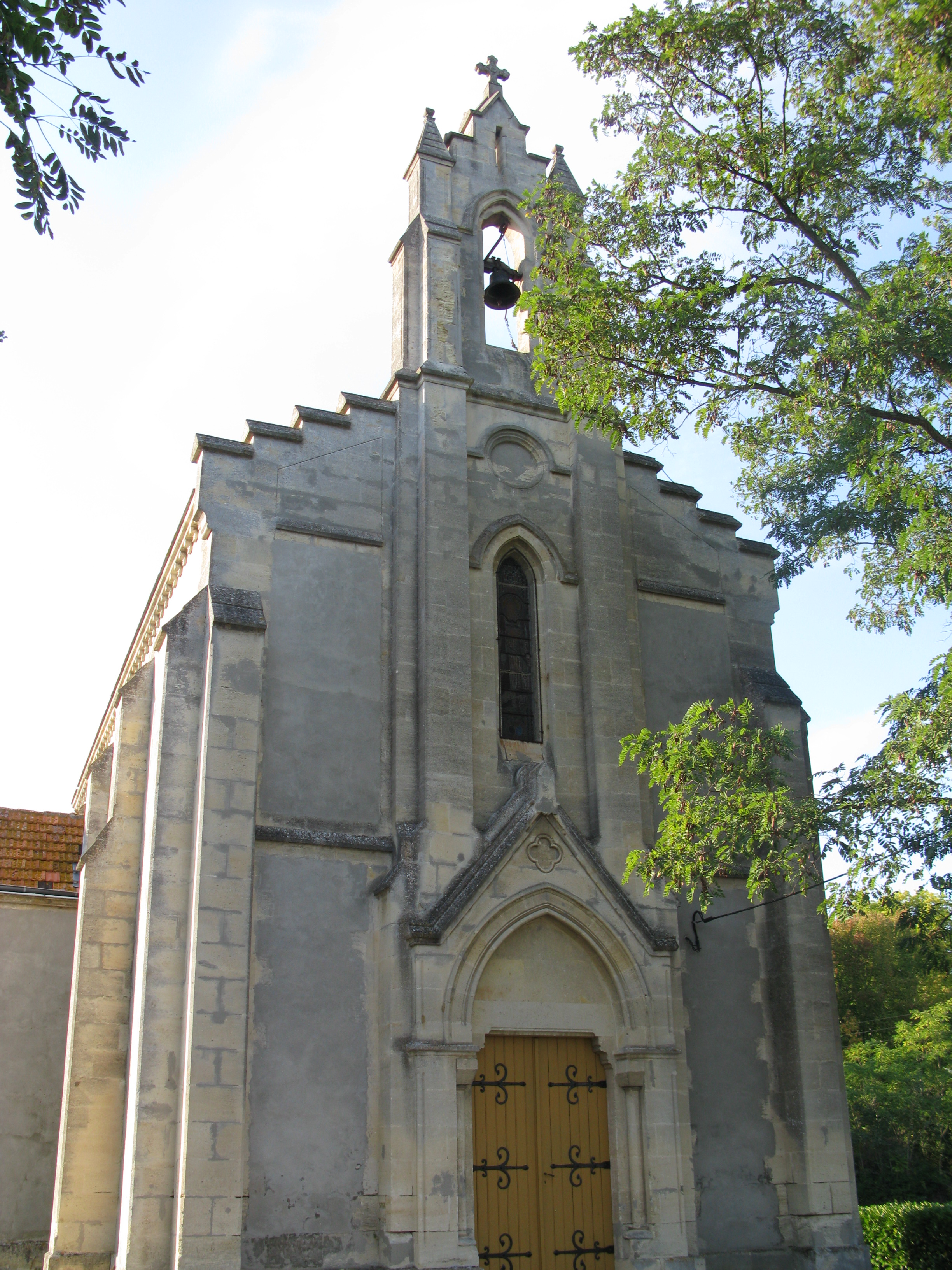
La chapelle Saint-Denis (sept. 2011).
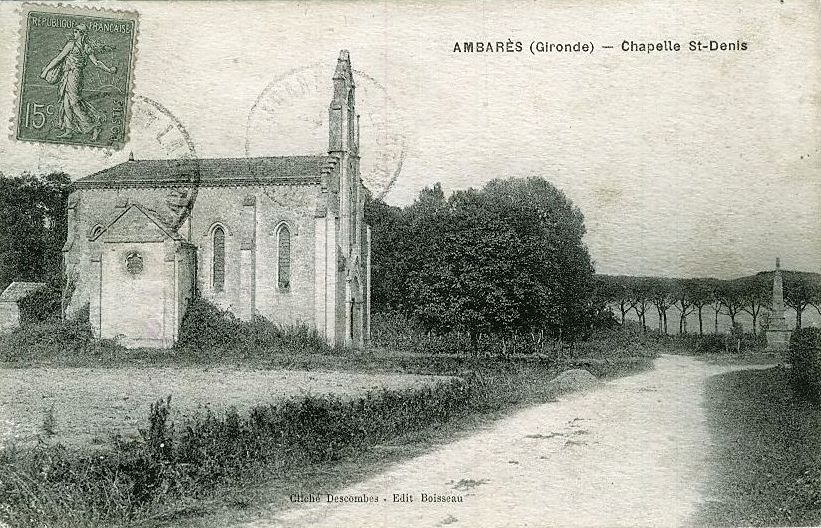
La chapelle Saint-Denis c. 1900.
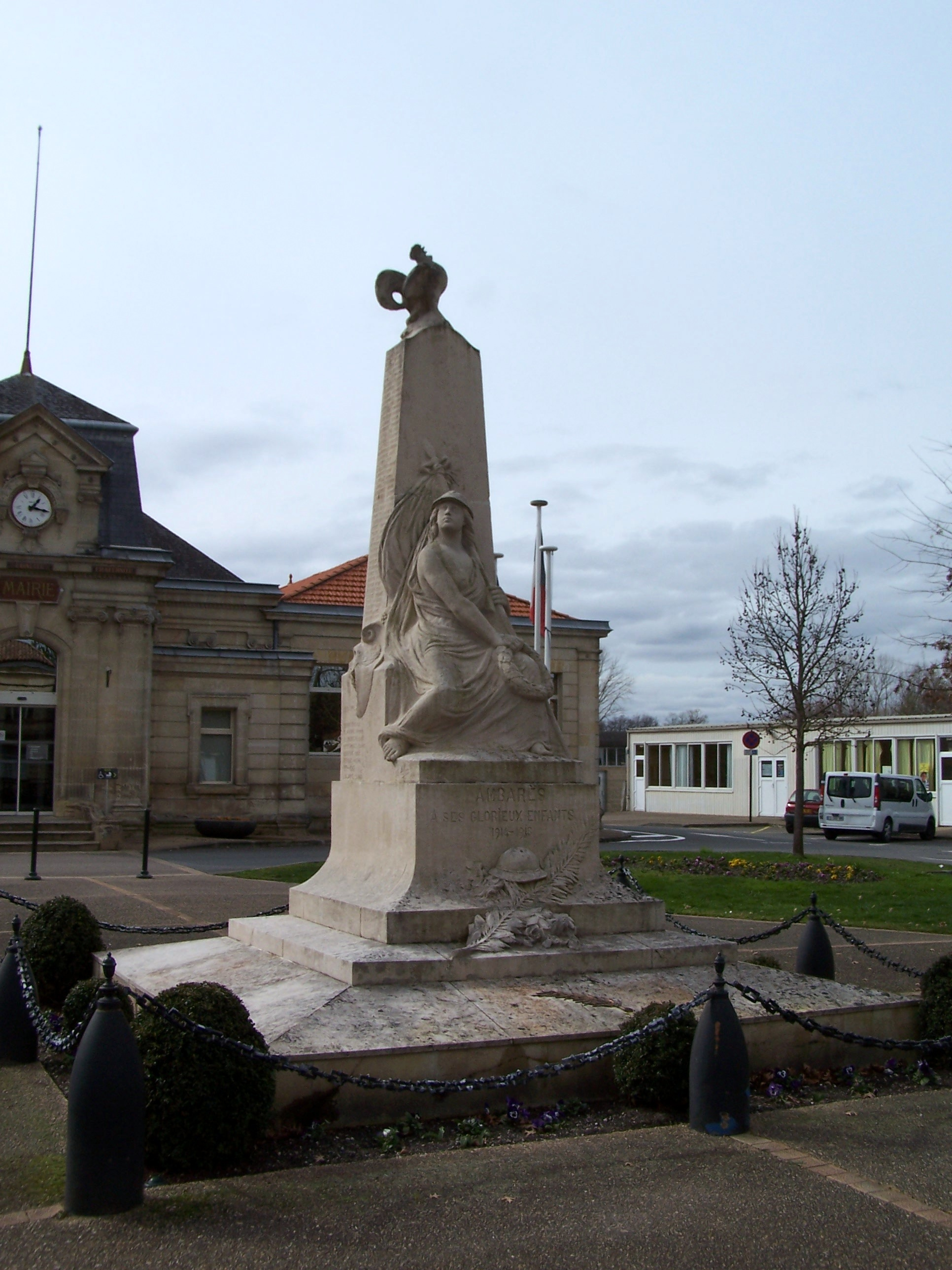
Le monument aux morts devant la mairie (mars 2014).

### Personnalités liées à la commune
- Pierre de Fayet, seigneur de Peychaud, fut nommé gouverneur de Saint-Domingue en 1732.
- Charles de Dompierre d'Hornoy (1816-1901), amiral français, ministre de la Marine et des Colonies (1873-1874) a été propriétaire du château de Peychaud.
- Marc Oraison (1914-1979), né à Ambarès, prêtre et médecin.
- Les membres du groupe musical Noir Désir ont enregistré une partie de leur premier album à Ambarès dans un local près de La Blanche (point d'eau), l'un des membres du groupe habitant à Ambarès.
- Philippe Madrelle : il complète sa formation initiale pour devenir professeur des collèges ; il enseigne l'anglais à Ambarès-et-Lagrave où il s'est installé.
- Louis Luguet : cycliste professionnel

### Ambarès-et-Lagrave autrefois

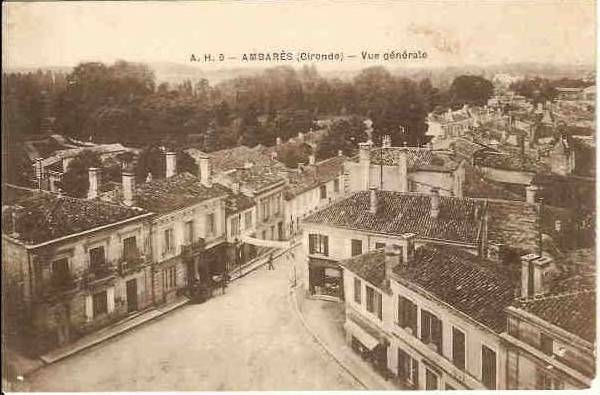
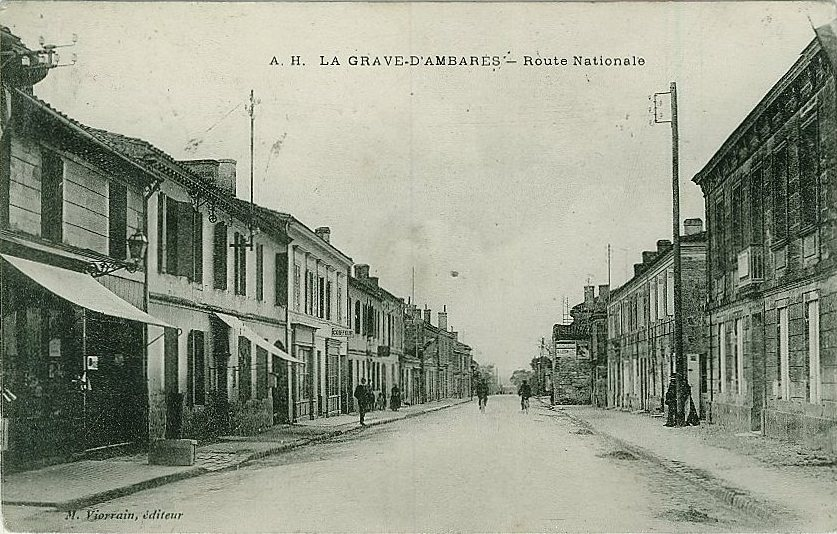
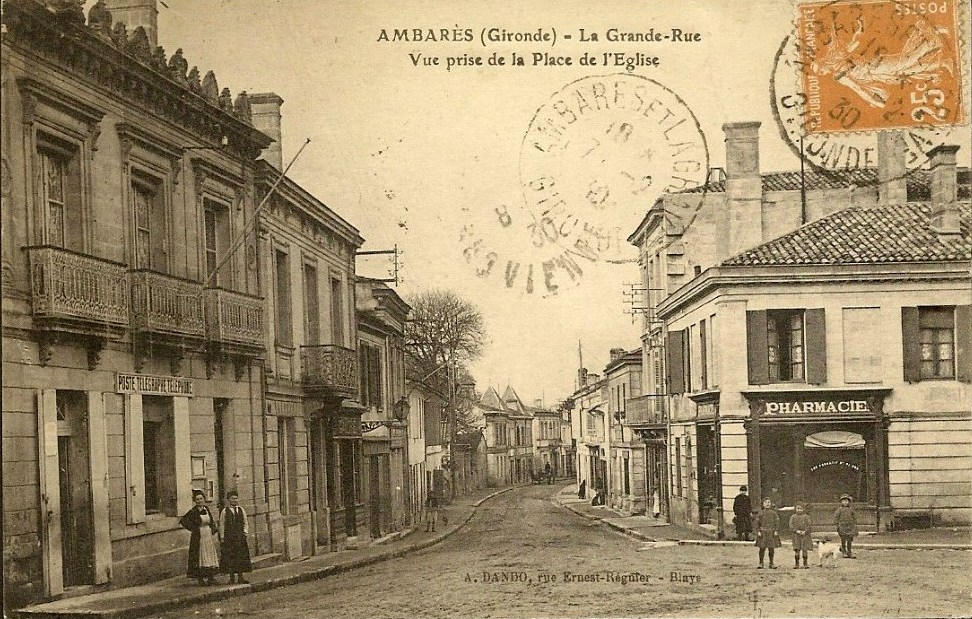
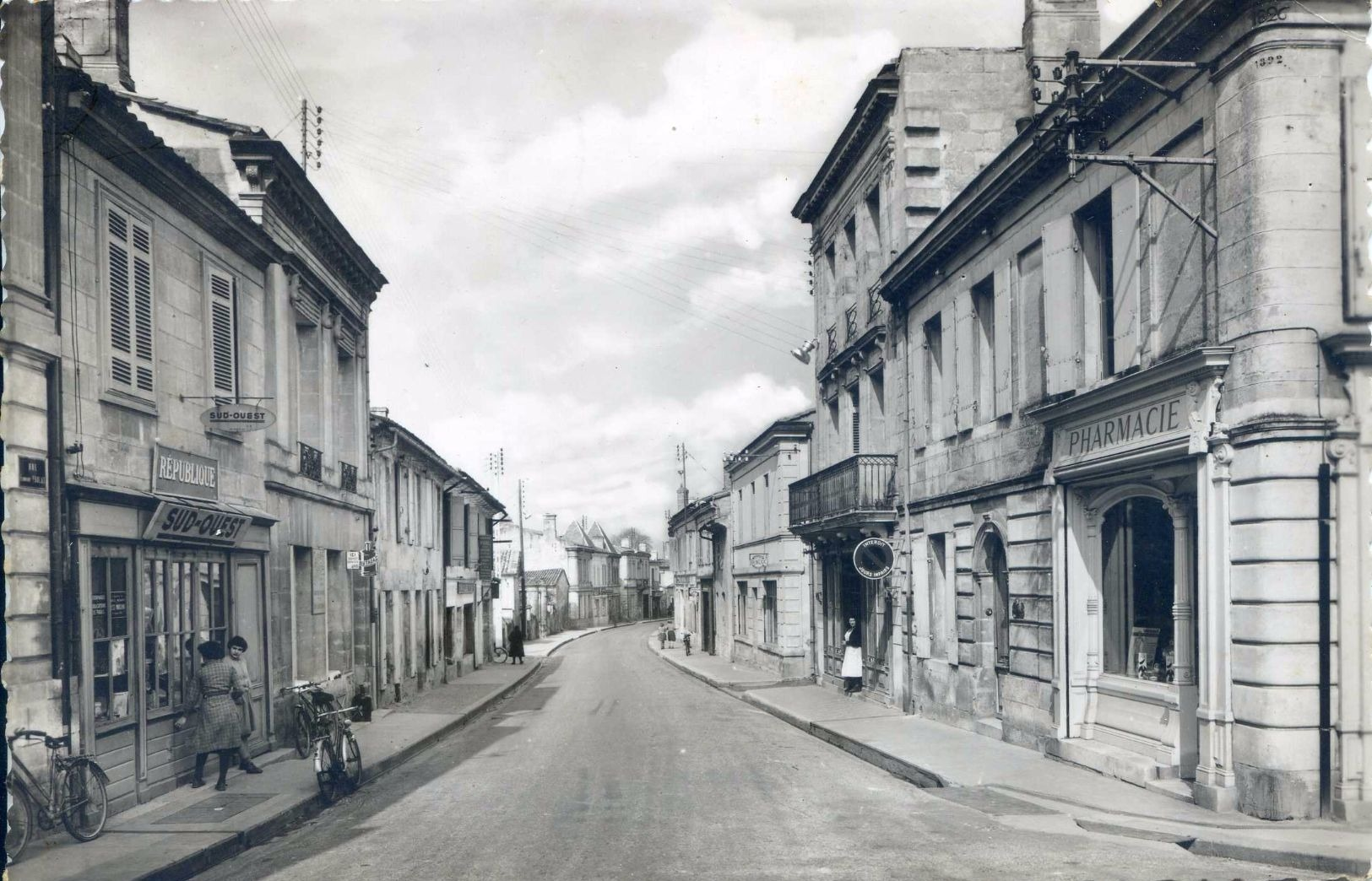
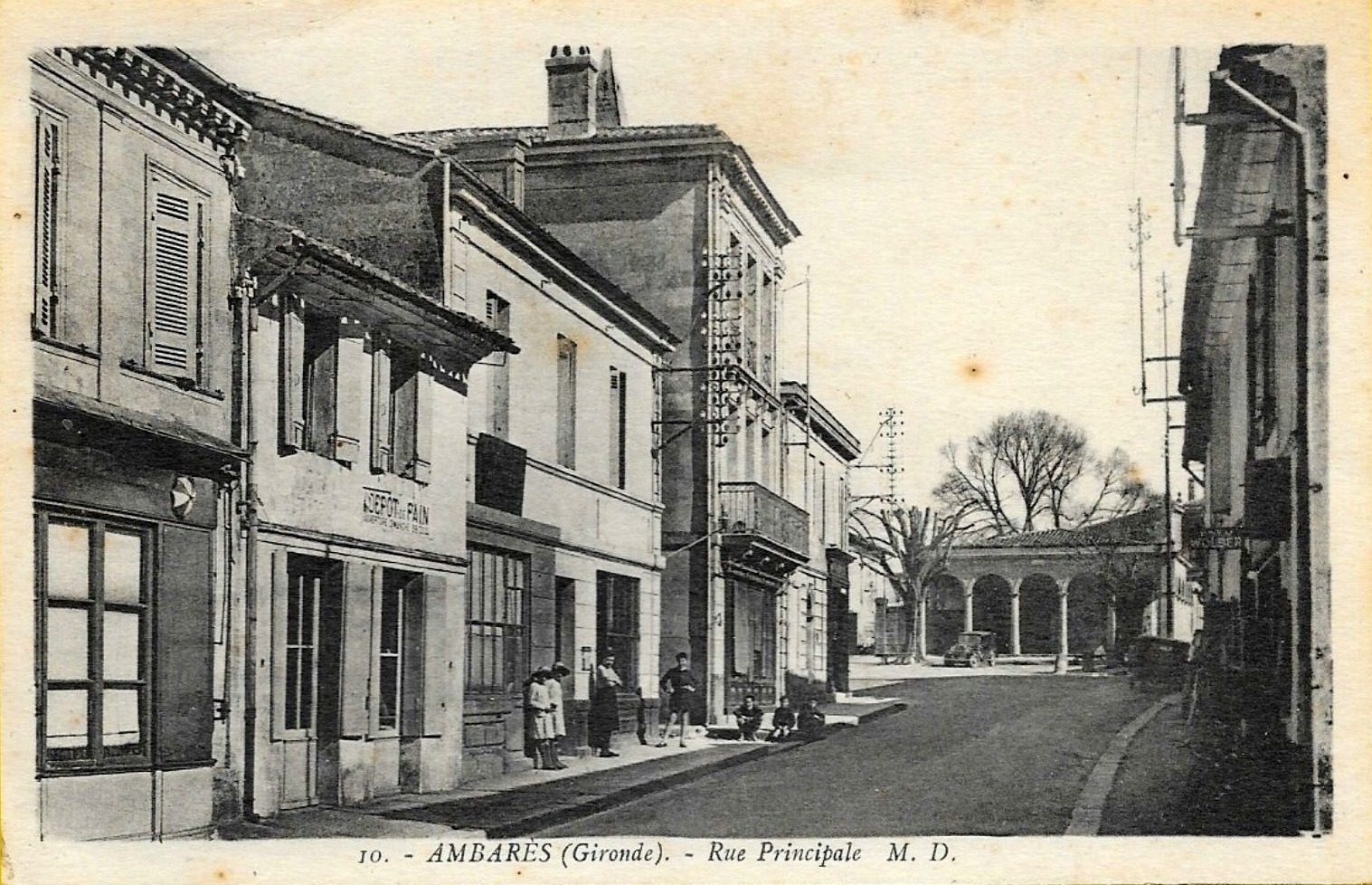
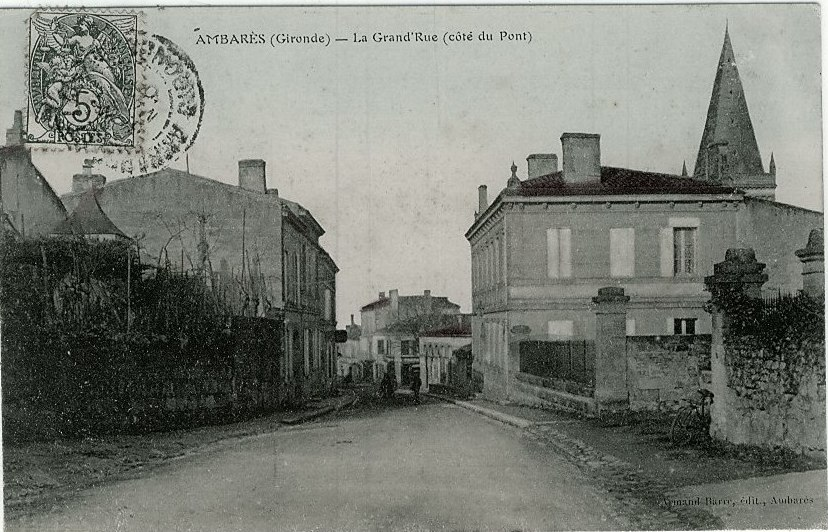

### Héraldique
| Armes | Les armes d'Ambarès-et-Lagrave se blasonnent ainsi : D'azur au bâton cablé en barre d'argent accompagné en chef, d'un édifice conique du même ouvert, ajouré et maçonné de sable, senestré d'un lion léopardé contourné d'or et en pointe, d'un édifice d'argent couvert en dôme ouvert, ajouré et maçonné aussi de sable, flanqué de deux tours moins hautes aussi d'argent ouvertes et maçonnées de sable, aux deux clefs d'or, brochant en abîme, l'une en fasce contournée, le panneton vers le chef, l'autre en pal renversée, brochant sur la première, le panneton vers senestre. |